# Thorbeckeplein (Robert Long)
Thorbeckeplein is een lied gecomponeerd door Robert Long.
Het is een nummer dat verscheen op zijn elpee Levenslang uit 1977. Die elpee werd onder leiding van muziekproducent John Möring opgenomen in de Bovema geluidsstudio in Heemstede. De van Herman van Veen bekende Erik van der Wurff schreef het arrangement. Het lied was echter al in 1975 te horen in Longs theaterprogramma En dat is twee. Documentairemaker Kees Boomkens zag toen al parallellen tussen het lied en zijn televisiedocumentaire Vader heeft een vriend. Zowel lied als film gaat over hetzelfde thema. Een man, schijnbaar gelukkig in het huwelijk, springt af en toe uit de band in een homoseksuele relatie. Long schreef het lied vanuit het standpunt van die homoseksuele vriend. Hij ontmoet de getrouwde man op het Thorbeckeplein alleen als de man het thuis even niet meer ziet zitten en Long wil ontmoeten. Daarna keert de man weer terug naar het gezin, Long achterlatend. Overigens liet Long dit lied volgen door een lied Waar wou je heen gaan over de situatie thuis (en dat je af en toe met een jongen vrijt, vind ik niet erg) in een duet met Nelleke Burg. Jip Golsteijn vond de liedjes als onderdeel van het programma na de pauze een hoogtepunt. Taalliefhebber en diskjockey Frits Spits haalde later aan dat ook het rijm van Long bijzonder was. De zinnen rijmen niet alleen op het laatste woord, maar ook in de woorden daarvoor ("Je wachtte op iets blijkbaar, stond er voor niets blijkbaar).   
Frédérique Spigt zong het in 2007 in het televisieprogramma in Een nieuw jas. Paul de Leeuw nam Thorbeckeplein rond 2014 op voor zijn album De Leeuw zingt Long. Thorbeckeplein zong hij met Marcel de Groot, Waar wou je heen gaan met Ruth Jacott.

## Evergreen Top 1000
| Evergreen Top 1000 "Thorbeckeplein - Robert Long" | Evergreen Top 1000 "Thorbeckeplein - Robert Long" | Evergreen Top 1000 "Thorbeckeplein - Robert Long" | Evergreen Top 1000 "Thorbeckeplein - Robert Long" | Evergreen Top 1000 "Thorbeckeplein - Robert Long" | Evergreen Top 1000 "Thorbeckeplein - Robert Long" | Evergreen Top 1000 "Thorbeckeplein - Robert Long" | Evergreen Top 1000 "Thorbeckeplein - Robert Long" | Evergreen Top 1000 "Thorbeckeplein - Robert Long" | Evergreen Top 1000 "Thorbeckeplein - Robert Long" | Evergreen Top 1000 "Thorbeckeplein - Robert Long" | Evergreen Top 1000 "Thorbeckeplein - Robert Long" | Evergreen Top 1000 "Thorbeckeplein - Robert Long" | Evergreen Top 1000 "Thorbeckeplein - Robert Long" | Evergreen Top 1000 "Thorbeckeplein - Robert Long" | Evergreen Top 1000 "Thorbeckeplein - Robert Long" | Evergreen Top 1000 "Thorbeckeplein - Robert Long" |
| Jaar                                              | 2008                                              | 2009                                              | 2010                                              | 2011                                              | 2012                                              | 2013                                              | 2014                                              | 2015                                              | 2016                                              | 2017                                              | 2018                                              | 2019                                              | 2020                                              | 2021                                              | 2022                                              | 2023                                              |
| ------------------------------------------------- | ------------------------------------------------- | ------------------------------------------------- | ------------------------------------------------- | ------------------------------------------------- | ------------------------------------------------- | ------------------------------------------------- | ------------------------------------------------- | ------------------------------------------------- | ------------------------------------------------- | ------------------------------------------------- | ------------------------------------------------- | ------------------------------------------------- | ------------------------------------------------- | ------------------------------------------------- | ------------------------------------------------- | ------------------------------------------------- |
| Positie                                           | -                                                 | -                                                 | -                                                 | -                                                 | -                                                 | 510                                               | -                                                 | 372                                               | 618                                               | 773                                               | 415                                               | 315                                               | 259                                               | 295                                               | 242                                               | 317                                               |